# Nicholas Grimald
Nicholas Grimald, angleški pesnik, * 1519, † 1562.
1. 1 2  Swartz A. Open Library — 2007.
2. 1 2  SNAC — 2010.
3. ↑  Identifiants et Référentiels — ABES, 2011.